# Julie Dartnell
Julie Dartnell (geb. um 1963 in Stanford-le-Hope, Essex) ist eine britische Maskenbildnerin und Friseurin, die 2013 mit einem Oscar ausgezeichnet wurde.

## Karriere
Dartnell begann als Maskenbildnerin 1989 in dem Fernsehfilm Die Chroniken von Narnia: Prinz Kaspian & Die Reise auf der Morgenröte. Es folgten Filme wie Shakespeare in Love, Charlie und die Schokoladenfabrik, Sterben für Anfänger, Wanted, Alice im Wunderland und Captain America – The First Avenger. Für ihre Arbeit an der Literaturverfilmung Les Misérables erhielt Dartnell 2013 den Oscar in der Kategorie Bestes Make-up und Beste Frisuren. Bei den BAFTA-Awards wurde ihr gemeinsam mit Lisa Westcott der Preis in der gleichen Kategorie zugesprochen.

## Filmografie (Auswahl)
- 1989: Die Chroniken von Narnia: Prinz Kaspian & Die Reise auf der Morgenröte (The Chronicles of Narnia: Prince Caspian & The Voyage of the Dawn Treader, Fernsehfilm)
- 1998: Shakespeare in Love
- 2005: Charlie und die Schokoladenfabrik (Charlie and the Chocolate Factory)
- 2006: Breaking and Entering – Einbruch & Diebstahl (Breaking and Entering)
- 2006: Goyas Geister (Los fantasmas de Goya)
- 2006: Miss Potter
- 2007: Der Sohn von Rambow (Son of Rambow)
- 2007: Sterben für Anfänger (Death at a Funeral)
- 2007: Die Gebrüder Weihnachtsmann (Fred Claus)
- 2008: Wanted
- 2008: Liebe auf den zweiten Blick (Last Chance Harvey)
- 2010: Green Zone
- 2010: Alice im Wunderland (Alice in Wonderland)
- 2010: Gullivers Reisen – Da kommt was Großes auf uns zu (Gulliver's Travels)
- 2011: Jane Eyre
- 2011: Captain America – The First Avenger (Captain America: The First Avenger)
- 2012: Les Misérables
- 2013: World War Z
- 2014: Grand Budapest Hotel (The Grand Budapest Hotel)
- 2015: Mortdecai – Der Teilzeitgauner (Mortdecai)
- 2015: Pan
- 2016: Die Unfassbaren 2 (Now You See Me 2)